# Спортінг Жулінью
Спортінг Жулінью Футбол Клуб або просто Спортінг Жулінью (англ. Football Club Sporting Julinho) — професіональний футбольний клуб з Намібії, який представляє місто Рунду. Іноді клуб також називають за його прізвиськом — Rundu Lions
(«Леви з Рунду»). Зараз клуб виступає в Прем'єр-лізі. Команда базується в місті Рунду в провінції Східне Каванго. Команда вийшла до Прем'єр-ліги Намібії в сезоні 2014-15 років після того, як перемогла в Першому дивізіоні Чемпіонату Намібії з футболу в Північно-східній зоні в сезоні 2013-14 років. У своєму першому сезоні в Прем'єр-лізі команда посіла 13-те місце.

## Історія
ФК «Жулінью Спортінг» було засновано в 2002 році братами Нельсоном та Нортоном Луїшами в місті Рунду. Вони назвали клуб на честь свого вже покійного батька Жуліу Луїша. За три роки до цього у місті існував інший футбольний клубу під назвою «Кока-Кола Спортінг». Клуб провів дев'ять років у Другому дивізіоні Чемпіонату Намібії з футболу і складався переважно з гравців, які навчалися в середній школі імені Марії Мвенгере. «Жулінью Спортінг» переміг переміг в Першому дивізіоні в сезоні 2011–12 років.
Жулінью Спортінг переміг у Північно-східній групі Першого дивізіону Чемпіонату Намібії з футболу після тріумфу у матчі проти ФК «Бінго» з рахунком 2:0. Ця перемога вивела клуб до Прем'єр-ліги на сезон 2014-15 років. В своєму першому сезоні у вищому дивізіоні клуб здобув 9 перемог, 5 разів зіграв у нічию, 16 разів зазнав поразки, набрав 32 очки. Вни закінчили той чемпіонат на 13-му місці, випередивши команду із зони вильоту лише на одне очко. Влітку 2015 року клуб отримав запрошення взяти участь в Кубку імені доктора Хаге Гейнгоба в місті Віндгук. Клуб отримав 30 000 голосів на свою користь, і став четвертим та останнім учасником турніру. Іншими учасниками турніру були намібійський Африканс старз, південно-африканський Мамелоді Сандаунз та ангольський Примейру де Агошту. Жулінью Спортінг поступилися Африканс Старз в серії післяматчевих пенальті з рахунком 5:4 (основний час закінчився нічиєю 1:1). В кінцевому підсумку Жулінью Спортінг поступився у матчі за третє місце ангольському Примейру де Агошту з рахунком 1:0.
20 вересня команда здобула свою першу перемогу у матчі проти Фламінгос з рахунком 1:0.

## Досягнення
- Перший дивізіон Чемпіонату Намібії з футболу (зона «Північний схід»): 1 перемога

 Чемпіон (1) 2014
- Другий дивізіон Чемпіонату Намібії з футболу: 1 перемога

 Чемпіон (1) 2012